# (200400) 2000 SZ24
(200400) 2000 SZ24 es un asteroide perteneciente al cinturón de asteroides descubierto el 26 de septiembre de 2000 por el equipo del BATTeRS desde el Centro de vigilancia espacial de Bisei, Bisei, (Prefectura de Okayama), Japón.

## Designación y nombre
Designado provisionalmente como 2000 SZ24.

## Características orbitales
2000 SZ24 está situado a una distancia media del Sol de 2,467 ua, pudiendo alejarse hasta 3,115 ua y acercarse hasta 1,819 ua. Su excentricidad es 0,262 y la inclinación orbital 8,088 grados. Emplea 1415,40 días en completar una órbita alrededor del Sol.

## Características físicas
La magnitud absoluta de 2000 SZ24 es 16,4. 